# 格林敦 (印第安納州)
格林敦（英語：Greentown）是一個位於美國印地安納州霍華德縣的城鎮。

## 人口
根據2010年美國人口普查的數據，格林敦的面積為3.63平方千米，當中陸地面積為3.63平方千米，而水域面積為0.00平方千米。當地共有人口2415人，而人口密度為每平方千米665人。